# Melodinus
Melodinus är ett släkte av oleanderväxter. Melodinus ingår i familjen oleanderväxter.

## Dottertaxa tillMelodinus, i alfabetisk ordning[1]
- Melodinus acutiflorus
- Melodinus aeneus
- Melodinus angustifolius
- Melodinus australis
- Melodinus axillaris
- Melodinus baccellianus
- Melodinus balansae
- Melodinus baueri
- Melodinus celastroides
- Melodinus chinensis
- Melodinus cochinchinensis
- Melodinus coriaceus
- Melodinus cumingii
- Melodinus densistriatus
- Melodinus forbesii
- Melodinus fusiformis
- Melodinus glaber
- Melodinus guillauminii
- Melodinus hemsleyanus
- Melodinus honbaensis
- Melodinus insulae-pinorum
- Melodinus insularis
- Melodinus khasianus
- Melodinus monogynus
- Melodinus orientalis
- Melodinus perakensis
- Melodinus philippinensis
- Melodinus phylliraeoides
- Melodinus reticulatus
- Melodinus scandens
- Melodinus suaveolens
- Melodinus tenuicaudatus
- Melodinus tiebaghiensis
- Melodinus vitiensis
- Melodinus yunnanensis